# Clastoneuriopsis meralis
Clastoneuriopsis meralis är en tvåvingeart som beskrevs av Henry Jonathan Reinhard 1939. Clastoneuriopsis meralis ingår i släktet Clastoneuriopsis och familjen parasitflugor.
Artens utbredningsområde är Washington. Inga underarter finns listade i Catalogue of Life.